# Рилци
Рѝлци е малко, но много бързо разрастващо се село. То се намира в община Благоевград, област Благоевград. Разположено е в Югозападна България, на три километра северно от Благоевград. До 1934 година името на селото е Хасарлък (Асарлък). Населението му е около 800 души.

## География
Село Рилци се намира в планински район, в близост до река Струма.

## История
В 1891 година Георги Стрезов пише за селото и за присъединената към него махала Телкиево:
| „ | Хасърлък, село на С от Джумая, нещо 1/2 час. Разположено до левия бряг от Струма, на една раздалеч по-голяма от 1/2 час. Околност хълмиста, по която има доста лозя; растат и добри овощия. Броят на къщите е 60; само българе. Телкиево, махала с 29 къщи българе. | “ |

При избухването на Балканската война в 1912 година един човек от Хасарлък е доброволец в Македоно-одринското опълчение.
В 1934 година името на селото е сменено на Рилци.

## Население
Към 1900 година според известната статистика на Васил Кънчов („Македония. Етнография и статистика“) населението на Асарлъкъ брои 190 души, всичките българи-християни, а на Телкиево – 180 души, всички българи-християни.
Численост на населението според преброяванията през годините:
| \| Година на преброяване \| Численост \| \| --------------------- \| --------- \| \| 1934 \| 383 \| \| 1946 \| 433 \| \| 1956 \| 418 \| \| 1965 \| 469 \| \| 1975 \| 729 \| \| 1985 \| 778 \| \| 1992 \| 802 \| \| 2001 \| 852 \| \| 2011 \| 915 \| \| 2021 \| 923 \| |           |
| Година на преброяване | Численост |
| 1934 | 383       |
| 1946 | 433       |
| 1956 | 418       |
| 1965 | 469       |
| 1975 | 729       |
| 1985 | 778       |
| 1992 | 802       |
| 2001 | 852       |
| 2011 | 915       |
| 2021 | 923       |

### Етнически състав
Преброяване на населението през 2011 г.
Численост и дял на етническите групи според преброяването на населението през 2011 г.:
|                     | Численост | Дял (в %) |
| Общо                | 915       | 100.00    |
| Българи             | 880       | 96.17     |
| Турци               | 0         | 0.00      |
| Цигани              | 0         | 0.00      |
| Други               | 3         | 0.32      |
| Не се самоопределят | 0         | 0.00      |
| Неотговорили        | 32        | 3.49      |

## Редовни събития
Всяка година на 20 юли (Илинден) селската църква „Свети Пророк Илия“ организира събор. Прави се курбан за здраве и се организират борби.

## Личности
Родени в Рилци
- Моисей Стойчев, български музикален изпълнител.
- Илия Цонев, македоно-одрински опълченец, 23 (18)-годишен, земеделец, неграмотен, 3 рота на Кюстендилската дружина, 2 рота на 7 кумановска дружина[10]